# Первомайский (Марёвский район)
Первомайский — посёлок в Марёвском муниципальном районе Новгородской области, входит в Молвотицкое сельское поселение. Численность постоянного населения на 1 января 2012 года — 213 человек, число хозяйств — 80.
Посёлок находится к югу от Молвотиц, на автодороге Р50, у реки Щебереха близ устья реки Стабенка. В посёлке Первомайский четыре улицы: Лесная, Молодёжная, Солнечная и Центральная.

## История
Посёлок возник при Молвотицкой РТС. Наименование Первомайский присвоено посёлку Молвотицкого сельсовета решением Новгородского облисполкома № 354 от 2 июня 1958 года.
По результатам муниципальной реформы деревня входит в состав муниципального образования — Молвотицкое сельское поселение Марёвского муниципального района (местное самоуправление), по административно-территориальному устройству подчинена администрации Молвотицкого сельского поселения Марёвского района.

## Население
| 2010 | 2012 | 2013 | 2014 | 2015 | 2016 |
| ---- | ---- | ---- | ---- | ---- | ---- |
| 210  | ↗213 | ↘199 | ↗217 | ↘203 | ↘196 |